# 김점곤
김점곤(金點坤, 1923년 4월 15일 ~ 2014년 9월 28일)은 대한민국의 군인, 교육자이다.

## 생애
1923년 4월 15일 전라남도 광주군 효천면 양림리에서 출생하였다. 대구사범학교를 다니다 자퇴하고 일본으로 유학하여 와세다 제1고등학원을 졸업한 뒤 와세다대학 문학부에 진학하고 고향에 돌아와 있다가 일본군 학도병에 입대하였다. 간부후보생으로 베이징에서 1년 6개월 동안 특수교육을 받고 중국 허베이성 탕산 부근과 톈진 등 화북지방에서 일본 육군 북지나 방면군 소위로 복무하였다.
1945년 중국에서 해방을 맞이하고 이후 귀국하여 1946년 서울대학교 법문학부에 들어가 2주간 다니다가 조선국방경비사관학교(육사) 1기로 입교하여 임관했다. 춘천 8연대의 경비중대장(중위)으로 근무할 당시 육사 2기로 임관한 박정희 소위가 소대장으로 휘하에 있었는데, 이때의 인연으로 1949년 숙군 당시 박정희 구명에 참여하였다. 1948년 통위부장 보좌관으로 근무하다 여순사건 반군 진압을 위한 임시사령부 작전참모로 참전했다. 진압 후 제5여단에서 중령으로 진급했다. 1950년 2월엔 전남 광주에서 여단에서 사단으로 승격한 5사단 신병 교육대대장을 역임했다.
1950년 5월 15일 제1사단 12연대 부연대장에 임명되었고, 6월 25일 육군본부 정보국 차장에 취임했다가 전쟁이 발발하자 6월 26일 제1사단 제12연대로 다시 배속되고 연대장으로 보직 변경하여 파주, 문산에서부터 싸웠다. 1사단 12연대장으로서 다부동 전투 등 낙동강 전선 방어 전투 이후 평양 전투 등 국군의 진격전과 중공군 참전 이후 철수전 등 여러 전투에서 싸웠다. 1951년 중공군 춘계공세 당시 구파발 부근에서 전투중에 부상을 입어 부산 육군병원에서 치료받고 1951년 말에 백야전사령부 참모장으로 복귀하여 백선엽을 보좌하였다. 1952년 준장으로 9사단장에 임명되었고, 육군 인사국장, 6사단장을 역임했다. 휴전협정 이후 1954년 제1군사령부 참모장. 1955년 육군 소장. 1956년 육군보병학교 교장이 되었으며, 1957년 육군 정보참모부장, 연합참모본부장 1961년 군사정전위원회 한국군 수석대표, 국방부 차관보에 임명되었다가 1962년 소장 계급을 끝으로 전역했다.
전역한 직후 그는 경희대학교에서 교수로 채용되었으며 국제정치학을 담당했다. 교수, 대학원장을 하다가 1980년에는 경희대학교 부총장을 지냈다. 1987년 교수 퇴직이후 경희대 명예교수로 활동하고, 경희대학교 평화연구원 명예원장을 지냈다.
2014년 9월 28일 노환으로 별세하였다. 장례는 육군장으로 치러졌고, 국립대전현충원 장군묘역에 안장되었다.

## 상훈
태극무공훈장, 을지무공훈장 4회, 충무무공훈장 4회, 화랑무공훈장 3회, 국민훈장 모란장, 보국훈장, 미국 은성훈장, 미국 동성훈장, 미국 훈공장 2회를 수상하였다.

## 학력
- 1946년 대한민국 조선국방경비대 1기
- 1947년 대한민국 조선경비보병학교 졸업
- 1949년 대한민국 육군보병학교 졸업
- 1951년 대한민국 육군포병학교 졸업
- 1953년 동국대학교 사학과 학사
- 1957년 대한민국 국방대학교 행정학사 2기
- 1960년 대한민국 국방대학원 행정학 석사
- 1961년 경희대학교 대학원 정치학
- 1967년 성균관대학교 대학원 역사학
- 1972년 경희대학교 대학원 법학 박사

## 저서
- 《한국전쟁과 노동당 전략》(박영사, 1983년)
- 《Korean War(1950 - 1953)》(경희대 평화연구원, 2000년)

## 일화
- 그가 중대장으로 복무하던 당시 그의 휘하에서 소대장을 하던 박정희가 주한미군에게 불쾌한 어조로 말을 하여 직위해제당할 위기에 처하자 김점곤은 당시 김점곤과 박정희의 연대장이었던 원용덕과 같이 미군들을 잘 회유하여 박정희의 직위해제를 무마시키기도 했다.
- 1980년 제22회 사법시험 2차 합격자 중 경희대 출신은 단 두 명이 있었는데 그 중 한 명이 문재인으로 계엄 포고령 위반으로 구속되어 사법시험 합격이 취소될 상태에 놓여 있었다. 김점곤은 당시 경희대 대학원장으로서 계엄사와 접촉해 문재인의 석방을 도왔다.[5]

## 참고 자료
- 육군사관학교총동창회
- 전쟁기념관[깨진 링크(과거 내용 찾기)]

| 전임 우희창(정무차관) 신응균(사무차관) | 국방부 차관 직무대리 1961년 7월 8일 ~ 1961년 8월 9일 | 후임 이흥배 |